# Allison J35
General Electric/Allison J35 blev oprindeligt udviklet af General Electric (GE firmabetegnelse TG-180) parallelt med den Whittle-baserede J33, der havde en radial- eller centrifugalkompressor. J35 var USAs første jetmotor med en aksial kompressor. J35 var temmelig simpel, og bestod af en elleve-trins kompressor og en ettrins turbine. Med efterbrænder, som de fleste modeller havde, kunne motoren levere en trykkraft på op til 7.400 lbf (32,92 kN).
Ligesom J33, stammede designet af J35 fra General Electric, men hovedparten af produktionen foregik ved Allison Engine Company.

## Design og udvikling
Under udviklingen af den aksiale turboprop motor T31 i 1943, opdagede GE at de havde ressourcer til at udvikle en aksial turbojet parallelt med udviklingen af den centrifugale J33 motor. De indså at en aksial motor ville have større potentiale for fremtidig udvikling, og gik i gang med TG-180 motoren. GEs aksiale kompressordesigns blev udviklet fra en NACA 8-trins kompressor.
Motoren havde starteren og sit tilbehør (brændstofkontrol, brændstofpumpe, oliepumper, hydraulikpumpe, startgenerator) monteret midt i kompressorens indsugning. Dette tilbehørslayout, som var det der blev brugt på centrifugalmotorer, indskrænkede arealet der var til rådighed for kompressorens indsugningsluft. Placeringen 'overlevede' til og med J47 men blev revideret (flyttet til en ekstern gearkasse) på J73 da det var nødvendigt at forøge luftstrømingen med 50%. Indsugningen havde også en slags grovfilter til at opfange fremmedlegemer, hvilket var almindeligt på tidlige jetmotorer.
GE udviklede en variabel efterbrænder til motoren selv om et elektronisk kontrolsystem, koblet med motorens kontroller, ikke blev udviklet før J47. Marrett beskriver en af konsekvenserne hvis det er manuel betjening på en motor med efterbrænder: hvis efterbrænderen er tændt men udstødningsdysen ikke er åben, og dette ikke bliver bemærket af piloten, vil motorstyringen oversvømme motoren med brændstof indtil turbinen fejler.

## Operationel historie
General Electric J35 fløj første gang i en Republic XP-84 Thunderjet i 1946. Senere, i 1947, blev hele ansvaret for videreudvikling og produktion af motoren overført til Allison Engine Company som hørte under General Motors Corporation, og nogle J35 blev også produceret af GMs Chevrolet division. Mere end 14.000 stk. J35 motorer blev bygget inden produktionen ophørte i 1955.
J35 blev benyttet i Bell X-5, som var et forskningsfly der skulle undersøge variabel pilform på vingerne. Den blev også anvendt i en serie prototyper som Douglas XB-43 Jetmaster, North American XB-45 Tornado, Convair XB-46, Boeing XB-47 Stratojet, Martin XB-48 og Northrop YB-49. Det motoren formodentligt er bedst kendt for er at den blev benyttet i to af USAFs mest fremragende jagere i 1950: Republic F-84 Thunderjet og Northrop F-89 Scorpion.
En kraftigt redesignet videreudvikling af J35 blev senere produceret under navnet Allison J71; denne kunne levere 10.900 lbf (48,49 kN) trykkraft.

## Varianter
J35-GE-2
3.820 lbf (16,99 kN) trykkraft, prototyper bygget af General Electric.
J35-GE-7
3.745 lbf (16,66 kN) trykkraft, bygget af General Electric, blev benyttet i de to Republic XP-84 Thunderjet prototyper.
J35-GE-15
4.000 lbf (17,79 kN) trykkraft, bygget af General Electric, blev benyttet i den enlige Republic XP-84A Thunderjet.
J35-A-3
4.000 lbf (17,79 kN) trykkraft.
J35-C-3
3.820 lbf (16,99 kN) trykkraft, bygget af Chevrolet.
J35-C-3
4.000 lbf (17,79 kN) trykkraft, bygget af Chevrolet.
J35-A-5
4.000 lbf (17,79 kN) trykkraft.
J35-A-9
4.000 lbf (17,79 kN) trykkraft.
J35-A-11
6.000 lbf (26,69 kN) trykkraft.
J35-A-13
5.200 lbf (23,13 kN) trykkraft.
J35-A-13C
Ingen data.
J35-A-15
4.000 lbf (17,79 kN) trykkraft, indbygget i 15 stk. Republic YP-84 Thunderjet
J35-A-15C
4.000 lbf (17,79 kN) trykkraft.
J35-A-17
4.900 lbf (21,80 kN) trykkraft.
J35-A-17D
5.000 lbf (22,24 kN) trykkraft.
J35-A-19
5.000 lbf (22,24 kN) trykkraft.
J35-A-21
5.600 lbf (24,91 kN) trykkraft, 7.400 lbf (32,92 kN) med efterbrænder.
J35-A-23
10.900 lbf (48,49 kN) trykkraft, det oprindelige navn for Allison J71.
J35-A-29
5.560 lbf (24,73 kN) trykkraft.
J35-A-35
7.200 lbf (32,03 kN) med efterbrænder.
J35-A-33
5.600 lbf (24,91 kN) trykkraft, 7.400 lbf (32,92 kN) med efterbrænder.
J35-A-35
5.440 lbf (24,20 kN) trykkraft, 7.200 lbf (32,03 kN) med efterbrænder.

## Anvendelse
- Bell X-5
- Boeing XB-47 Stratojet
- Convair XB-46
- Douglas D-558-1 Skystreak
- Douglas XB-43 Jetmaster
- Martin XB-48
- North American FJ-1 Fury
- North American XB-45 Tornado
- North American XP-86 Sabre
- Northrop F-89 Scorpion
- Northrop YB-49
- Republic F-84 Thunderjet
- Vought F7U-3 Cutlass - midlertidigt anvendt til forsøg.

## Specifikationer (J35-A-35)
| Type:                       | turbojet               | med efterbrænder                                      |
| Længde:                     | 195,5 in               | 4,97 m inkl. efterbrænder                             |
| Diameter:                   | 43 in                  | 1,1 m                                                 |
| Vægt:                       | 2.315 lb               | 1.050 kg tør                                          |
|                             | 2.930 lb               | 1.330 kg inkl. efterbrænder                           |
| Kompressor:                 | 11-trins               | aksial kompressor                                     |
| Forbrænding:                | 8 stk rørformede,      | internt forbundne forbrændingskamre                   |
| Turbine:                    | Ettrins                | aksial                                                |
| Brændstof:                  | flykvalitet petroleum, | JP-4, MIL-F-5624 eller 100/130 oktan benzin           |
| Smøring:                    | tørsump tryksystem     | med evakueringspumpe, 35 psi (241,32 kPa) arbejdstryk |
| Trykkraft:                  | 5.600 lbf              | 24,91 kN ved 8.000 omdr.pr.min.                       |
|                             | 7.400 lbf              | 32,92 kN med efterbrænder                             |
| Kompression:                | 5:1                    |                                                       |
| Luftflow:                   | 91 lb/sek              | 41 kg/sek ved takeoff effekt                          |
| Specifikt brændstofforbrug: | 1,1 lb/lbf/time        | 112,13 kg/kN/time                                     |
| Trykkraft/vægt:             | 2,53 lbf/lb            | 0,025 kN/kg                                           |
| Udsødningstemperatur:       | 749 °C                 | 1.380 °F; 1.022 K max.                                |
| Max. flyvehøjde:            | 50.000 ft              | 15.000 m                                              |